# Цхай, Александр Андреевич
Александр Андреевич Цхай (род. 1956) — советский и российский учёный, кандидат физико-математических наук (1987), доктор технических наук (1996), профессор (1997).
Автор более 270 опубликованных научных работ, в том числе более десятка монографий и учебных пособий.

## Биография
Родился 19 июля 1956 года в Барнауле.
В 1973 году окончил в Барнауле школу № 42 (ныне МБОУ Гимназия № 42). В 1979 году окончил Алтайский государственный университет по специальности «Математика». Трудовую деятельность начал ассистентом кафедры математического анализа в родном вузе. Затем закончил аспирантуру и работал младшим научным сотрудником Алтайского политехнического института (ныне: Алтайского государственного технического университета им. И.И. Ползунова). В 1986 году защитил кандидатскую диссертацию на тему «Течения анизотропных сред: самосогласованная реологическая модель и её приложение к нематериальным жидким кристаллам» и с организацией в 1987 году Института водных и экологических проблем Сибирского отделения Академии наук СССР был приглашен на работу в него, в течение восьми лет работал научным сотрудником, ученым секретарем института и старшим научным сотрудником.
После защиты в 1995 году докторской диссертации на тему «Мониторинг и управление качеством речного бассейна: Модели и информационные системы», продолжил свою научно-педагогическую деятельность в Алтайском государственном техническом университете, где создал и в течение одиннадцати лет руководил работой международной кафедры ЮНЕСКО «Экологическое образование в Сибири», основанной первой в России за пределами Москвы и Санкт-Петербурга.
С 2006 года в течение девяти лет Александр Цхай руководил кафедрой математики и информатики Алтайской академии экономики и права. В настоящее время работает главным научным сотрудником Института водных и экологических проблем Сибирского отделения Российской Академии наук и в Алтайском государственном техническом университете в качестве профессора кафедры «Высшая математика и математическое моделирование». Наряду с преподавательской деятельностью занимается общественной — является рецензентом и соредактором международных научных журналов «Hydrologic Environment», «Science of the Total Environment».
Заслуженный работник высшей школы РФ, Почетный работник высшего профессионального образования РФ. Лауреат Премии Алтайского края в области науки и техники. Победитель конкурса на соискание премии Тайсона Международной ассоциации гидрологических наук.